# کایلی
کایلی (به لاتین: Kaili City) یک county-level city در جمهوری خلق چین است که در کیاندونگنان واقع شده‌است.

## خصوصیات
کایلی ۱٬۵۷۰ کیلومترمربع مساحت و ۵۵۳٬۸۳۶ نفر جمعیت دارد.